# Mars Express
| Mars Express (künstlerische Darstellung) | |
| Allgemeines                              | |
| Sondentyp                                | Orbiter                                                                                                |
| Startdatum                               | 2. Juni 2003, 17:45 UTC                                                                                |
| Trägerrakete / Flugnummer                | Sojus-Fregat / ST-11                                                                                   |
| Startplatz                               | Baikonur Rampe 31/6                                                                                    |
| Ankunft Mars                             | 25. Dezember 2003                                                                                      |
| Endgültige Umlaufbahn erreicht           | 30. Dezember 2003                                                                                      |
| Startmasse                               | 1120 kg                                                                                                |
| Treibstoffmasse                          | 427 kg                                                                                                 |
| Nutzlastmasse                            | 116 kg                                                                                                 |
| Masse von Beagle 2                       | 71 kg                                                                                                  |
| Größe des Sondenbusses                   | 1,5 m × 1,8 m × 1,4 m                                                                                  |
| Spannweite der Solarpanele               | 12 m                                                                                                   |
| Akkus                                    | drei Lithium-Ionen Akkus (gesamt 67,5 Ah bei Missionsbeginn)                                           |
| Größe der Solarzellen                    | 11,42 m²                                                                                               |
| Hersteller                               | Hauptauftragnehmer EADS Astrium und 25 Unterauftragnehmer aus 15 Staaten                               |
| Lebensdauer                              | 7750 Tage im Marsorbit                                                                                 |
| Stabilisation                            | Dreiachsenstabilisation                                                                                |
| Kommunikation                            | |
| Antennen                                 | Parabolantenne mit 1,6 m Durchmesser, Rundstrahlantenne und UHF-Antenne für Kommunikation mit Beagle 2 |
| Sender                                   | 1 S-Band 1 X-Band                                                                                      |
| Leistung Sender                          | 5 Watt im S-Band, 65 Watt im X-Band.                                                                   |
| Datenrate Sonde – Erde                   | 10,7- 230 kb/s                                                                                         |
| Datenrate Erde – Sonde                   | 7,8 - 2000 bit/s                                                                                       |
| Datenspeicher                            | 1,5 GB RAM                                                                                             |
| Energieversorgung                        | |
| Elektrische Leistung                     | geplant 660 W beim Mars durch Verdrahtungsfehler nur ca. 460 W                                         |
| Batterien                                | 3 Lithium-Ionen-Batterien                                                                              |
| Triebwerkssystem                         | |
| Haupttriebwerk                           | S-400 mit 400 N Schub                                                                                  |
| Steuertriebwerke                         | 8 × S-10 mit 10 N Schub                                                                                |
| Treibstoff                               | MMH |
| Oxidator                                 | Stickstofftetroxid                                                                                     |
| Umlaufbahnen                             | |
| Erste Umlaufbahn                         | 250 - 150.000 km Höhe mit 25° Äquatorneigung                                                           |
| Jetzige Umlaufbahn                       | 258 - 11.560 km Höhe mit 86,3° Äquatorneigung, Umlaufzeit 6 h 43 min                                   |

Mars Express (abgekürzt MEX) ist eine Mars-Sonde der ESA. Sie wurde im Juni 2003 gestartet und erreichte den Planeten am 25. Dezember 2003. Hauptaufgabe der Mission war die vollständige Kartografierung des Mars, die Erforschung seiner Atmosphäre, seiner Oberfläche sowie des Materials, das sich in bis zu zwei Metern Tiefe befindet. Zusätzlich hatte die Sonde das Landegerät Beagle 2 an Bord. Die Primärmission des Orbiters war beginnend mit Juni 2004 auf ein Marsjahr (etwa 23 Erdmonate) ausgelegt. Sie wurde zwischenzeitlich bereits mehrfach verlängert und soll mindestens bis Ende 2026 laufen, mit einer möglichen Erweiterung bis Ende 2028.

## Missionsverlauf
Mars Express wurde am 2. Juni 2003 mit einer russischen Sojus-FG/Fregat Rakete von Baikonur aus gestartet. Die Startmasse der Sonde betrug 1223 kg.
Der Lander Beagle 2 sollte am 25. Dezember 2003 auf dem Mars landen, um dort nach Spuren organischen Lebens zu suchen. Da trotz wiederholter Versuche kein Kontakt hergestellt werden konnte, wurde das Landegerät am 11. Februar 2004 als verloren erklärt. Nach der erfolglosen Suche nach Beagle 2 wurden nach und nach auch die anderen Instrumente an Bord aktiviert.
Mars Express erreichte die planmäßige Umlaufbahn um den Mars im Januar 2004. Die Sonde umkreist ihn auf einer elliptischen polnahen Bahn (Inklination: 86°) im Minimalabstand von fast 300 km und Maximalabstand von 11.000 km.

### Ausfahren der MARSIS-Antennen
Die letzte Episode in der Instrumentenaktivierung an Bord von Mars Express war das Ausfahren von zwei 20 m und einer 7 m langen MARSIS-Antennen. Dieses Instrument war dafür vorgesehen, bis zu einigen Kilometern unter der Oberfläche nach flüssigem oder gefrorenem Wasser zu suchen. Allerdings wurde die eigentlich schon für März 2004 geplante Aktivierung mehrmals verschoben, da sich erst nach dem Start der Sonde herausgestellt hatte, dass das Ausfahren der Antennen andere Instrumente an Bord und die Sonde selbst hätte beschädigen können. MARSIS sollte daher in einem Zeitraum vom 2. Mai bis 12. Mai 2005 aktiviert werden, wobei die Antennen in drei Phasen ausgefahren werden sollten, um mögliche Beschädigungen der Sonde in Grenzen zu halten. Nach weiteren drei Wochen umfangreicher Checks der Sonde und ihrer Instrumente war der Zeitpunkt gekommen, an dem MARSIS seine wissenschaftliche Arbeit aufnehmen sollte. Die erste Antenne wurde am 4. Mai ausgefahren, allerdings wurde kurz darauf festgestellt, dass eines der Segmente der Antenne nicht vollständig eingerastet war. Doch bereits am 10. Mai gelang es den ESA-Ingenieuren, die Antenne vollständig zu entfalten, indem das nicht eingerastete Segment im Sonnenlicht aufgewärmt wurde. Das Ausfahren der zweiten 20-m-Antenne wurde am 13. Juni durchgeführt, zuvor wurde die zusammengeklappte Antenne ebenfalls im Sonnenlicht aufgewärmt. Am 16. Juni wurde der Vorgang als erfolgreich deklariert. Am 17. Juni wurde die dritte und letzte, 7 m lange Antenne, ausgefahren. Diese letzte Operation wurde jedoch nicht als gefährlich eingestuft. Nach einigen weiteren Tests konnte MARSIS am 4. Juli 2005 seine wissenschaftliche Arbeit aufnehmen.

## Wissenschaftliche Instrumente

### MARSIS
Mit MARSIS (Mars Advanced Radar for Subsurface and Ionospheric Sounding) soll der Marsboden bis in eine Tiefe von fünf Kilometern unter anderem nach Wasser bzw. Eis untersucht werden. Ähnliche Messungen führte schon die NASA-Sonde 2001 Mars Odyssey durch, die allerdings mit ihrem Neutronenspektrometer den Boden nur wenige Meter tief abtasten konnte.
MARSIS arbeitet im Frequenzbereich von 1,3 bis 5,5 MHz, kann von 500 Metern bis zu 5 Kilometern tief in die Marskruste eindringen, hat eine horizontale Auflösung von 5 bis 9 km entlang der Flugrichtung und 15 bis 30 km quer zu der Flugrichtung sowie eine vertikale Auflösung von 70 Meter. 
Diese Forschungsergebnisse werden seit Ende 2006 durch das Shallow Radar (kurz SHARAD) an Bord des Mars Reconnaissance Orbiters ergänzt. Beide Geräte arbeiten in verschiedenen Frequenzbereichen und haben unterschiedliche Durchdringtiefen.
Betreut wird dieses Instrument vom Istituto di Astrofisica e Planetologia Spaziali in Bologna, Italien.

### HRSC

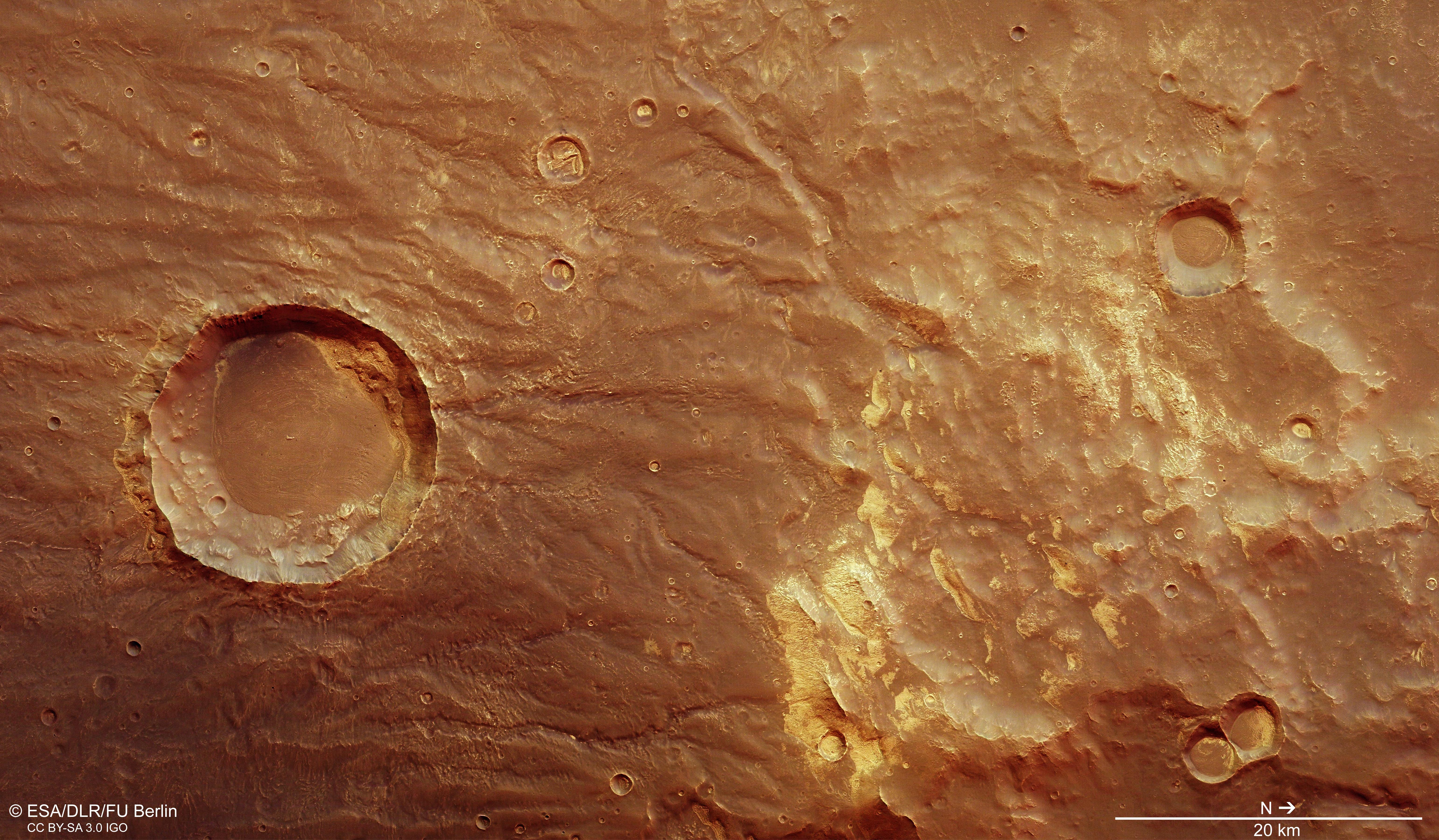
Aufnahme der Thaumasia Mountains durch Mars Express

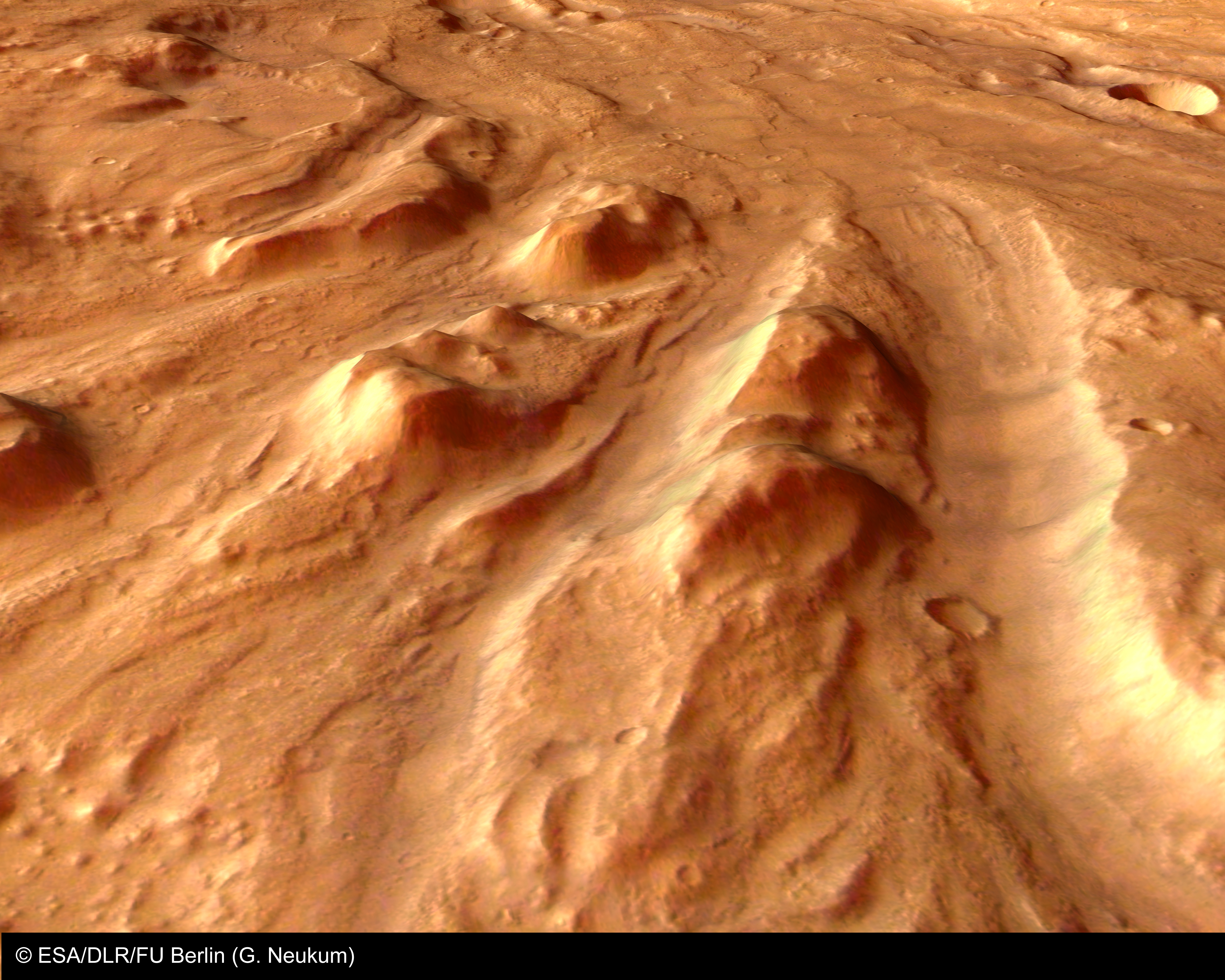
Ares Vallis

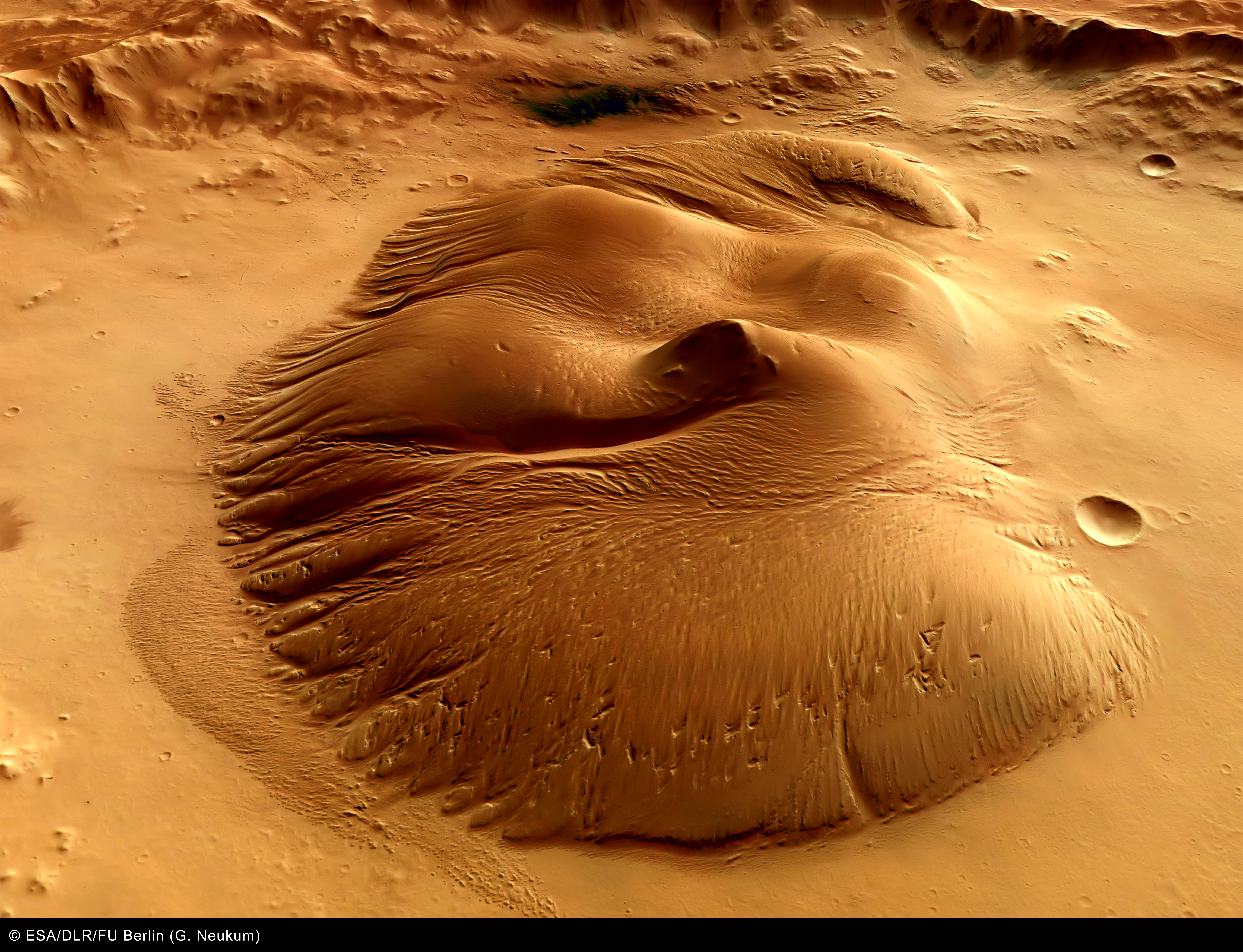
Zentralberg im Nicholson Crater

Die hochauflösende Stereokamera HRSC liefert Bilder mit einer Auflösung von bis zu 10 Metern, aus denen eine dreidimensionale Marskarte erstellt werden kann. Hierzu verfügt sie über neun CCD-Zeilen, die in verschiedenen Winkeln durch dieselbe Optik „blicken“. Durch die Bewegung der Sonde über die Oberfläche entstehen 9 vollständige Bilder, die den Mars unter verschiedenen Blickwinkeln darstellen. Eine computertechnische Verarbeitung erzeugt daraus ein dreidimensionales Oberflächenmodell, Farbfilter vor vier CCD-Zeilen ermöglichen eine farbige Darstellung. 
Bedingt durch Beschränkungen in der Datenrate und -menge wird meist nur einer der Sensoren mit der maximalen Auflösung betrieben, die anderen erzeugen Bilder mit einer zwei-, vier- oder achtfach schlechteren Auflösung. Da die Farbfilter nach wissenschaftlichen Gesichtspunkten ausgewählt wurden, ist es schwierig, damit Ansichten zu produzieren, „wie ein Astronaut den Mars sehen würde“. Die HRSC ist derzeit die einzige Kamera einer Marssonde, die 3D-Farbbilder der Oberfläche aufnehmen kann; die HiRISE des Mars Reconnaissance Orbiter etwa erlaubt nur schwarzweiße 3D-Bilder.
Zusätzlich verfügt die HRSC über eine Super Resolution Channel (SRC) genannte Optik vom Maksutov-Typ. Deren Apertur von 100 mm und Brennweite von 1000 mm ermöglichen eine theoretische Auflösung von knapp 2 Metern. Allerdings liefert der SRC keine befriedigenden Ergebnisse, da sich ein Temperaturverlauf im Tubus bildet. Das vordere Ende kühlt aus, während das innere Ende durch die Wärme des Satelliten eine etwas höhere Temperatur aufweist. Dadurch entstehen Verspannungen in der Optik, welche die Bildschärfe beeinträchtigen. Man versucht dies zu verringern, indem man die Kamera schon vor der Aufnahme auf den Mars richtet und von der reflektierten Strahlung wärmen lässt. Dies ist jedoch nur kurzzeitig möglich, da während dieser Zeit die Solarzellen nicht auf die Sonne ausgerichtet werden können und daher die Stromversorgung durch Akkus erfolgen muss.
Die Kamera wurde im Berliner Institut für Planetenforschung des DLR unter FU-Professor Gerhard Neukum entwickelt und bei Astrium in Friedrichshafen gebaut.

### OMEGA
Das Observatoire pour la Minéralogie, l'Eau, les Glaces et l'Activité (Observatorium für Mineralogie, Wasser, Eis und Aktivitäten) erlaubt es, durch Messung des von der Oberfläche reflektierten infraroten und sichtbaren Lichtes eine Karte der mineralischen Zusammensetzung der Marsoberfläche zu erstellen. Da das reflektierte Licht auch die Atmosphäre des Mars durchläuft, kann das Instrument gleichzeitig die Zusammensetzung der Atmosphäre bestimmen.
Die Betreuung dieses Instruments liegt beim Institut d’Astrophysique Spatiale in Orsay, Frankreich.

### PFS
Das Planetare Fourier-Spektrometer (kurz PFS) bestimmt Zusammensetzung und Struktur der Atmosphäre durch die Messung des von den Gasmolekülen absorbierten Sonnenlichts und der infraroten Emission bei Wellenlängen von 1,2 bis 45 µm. Damit können globale Karten des vertikalen Temperaturprofils erstellt und die Klimadaten über Wasserdampf und Kohlenstoffmonoxid vervollständigt werden. Zudem sucht das Instrument ständig nach Spurenelementen wie Methan, Wasserstoffperoxid und Formaldehyd.
Das Istituto Fisica Spazio Interplanetario in Rom ist zuständig für die Betreuung des PFS.

### SPICAM
Ergänzt wird die Messung der atmosphärischen Zusammensetzung durch ein atmosphärisches Ultraviolett- und Infrarot-Spektrometer. Dieses misst die Absorption von Ozon bei 0,25 µm im ultravioletten Bereich sowie die von Wasserdampf bei 1,38 µm im infraroten Bereich des Spektrums.
Das Experiment steht unter der wissenschaftlichen Leitung des LATMOS in Guyancourt, Frankreich.

### MaRS
Das Mars-Radio-Science-Experiment MaRS nutzt die Radiosignale, mit denen Daten zwischen der Sonde und den Antennen auf der Erde übertragen werden, um Ionosphäre, Atmosphäre, Oberfläche und sogar das Marsinnere zu „durchleuchten“ sowie minimale Geschwindigkeitsänderungen der Sonde zu messen. Daraus lassen sich Rückschlüsse auf die Struktur von Ionosphäre und Atmosphäre sowie auf Dichteschwankungen im Inneren des Mars ziehen. 
Durch die Art der Reflexion der Radiosignale an der Marsoberfläche wird deren Rauheit gemessen. 
Wissenschaftlich betreut wird das Instrument vom Rheinischen Institur für Umweltforschung an der Universität zu Köln.

### ASPERA-3
ASPERA-3 hat die Hauptaufgabe, mehr über die Marsatmosphäre und ihre Interaktion mit dem Sonnenwind zu erfahren und die Quellen der sogenannten ENAs (Energetic Neutral Atoms) auf dem Mars zu untersuchen. Außerdem analysiert und kategorisiert ASPERA-3 das Plasma und neutrale Gase in der Umgebung des Mars.
Betreut wird ASPERA-3 durch das Schwedische Institut für Weltraumforschung in Kiruna, Schweden.

### VMC
Die Visual Monitoring Camera war ursprünglich nur dafür gedacht, die Trennung der Landeeinheit Beagle 2 von der Sonde zu überwachen. Ab 2007 wurde sie dann als Mars webcam für die Öffentlichkeitsarbeit verwendet.
Ab 2016 wurde daran gearbeitet, aus der einfachen Kamera ein professionelles wissenschaftliches Messinstrument zu machen. Ihr großer Blickwinkel wird für großräumige Beobachtungen genutzt, zum Beispiel von Wolkenformationen oder temporären Oberflächenerscheinungen wie Reifbildung und Polarkappen.
Ein Team der Universität des Baskenlandes in Bilbao, Spanien, betreut dieses Gerät.

## Wissenschaftliche Erkenntnisse
Nach der Ankunft am Mars und der Kalibrierung der Geräte begann die Stereokamera HRSC, die Oberfläche zu kartografieren. Dabei konnte bereits eine Fläche aufgezeichnet werden, die größer ist als Nordamerika. Die Gesamtfläche des Mars entspricht etwa der gesamten Landfläche der Erde.
Durch das Messgerät OMEGA (Visible and Infrared Mineralogical Mapping Spectrometer) konnten große Mengen Wassereis auf den südlichen Polkappen des Mars nachgewiesen werden. Ähnliche Daten lieferte in geringerer Qualität bereits 2001 die amerikanische Sonde Mars Odyssey, jedoch stellt deren europäische Bestätigung auch einen Beweis für die Zuverlässigkeit der ersten Marsmission der ESA dar.
Ende März 2004 teilte die ESA mit, Mars Express habe mit Hilfe seines Spektrometers Spuren von Methan in der Marsatmosphäre gefunden. Obwohl die Vorkommen sehr gering sind, stellt sich die Frage, wie diese Verbindung in die Marsluft gelangen konnte. Methan entsteht sowohl bei vulkanischen Prozessen als auch bei Verwesungsprozessen von organischen Materialien. Insofern könnte diese Entdeckung auch ein geringes Indiz für eventuell existierendes oder vor langer Zeit existierendes Leben auf dem Mars sein, was aber zum aktuellen Zeitpunkt noch Spekulation ist.
Ende November 2005 lieferten Daten von OMEGA Belege dafür, dass in der Frühzeit des Mars große Mengen flüssigen Wassers auf der Oberfläche vorhanden waren. Gleichzeitig lieferte MARSIS Erkenntnisse dafür, dass unter der Oberfläche eines Marskraters möglicherweise Wassereis begraben ist. Nahe dem Nordpol wurde wahrscheinlich ein etwa 1 km dicker Eispanzer unter der Oberfläche gefunden.
Im November 2008 wurden von der vom DLR betriebenen hochauflösenden Stereokamera HRSC Aufnahmen im Gebiet des Eumenides Dorsum (griech. Rücken der Furien) westlich der Tharsis-Region gemacht, die zahlreiche ausgeprägte Yardang-Strukturen zeigen, die durch Winderosion entstanden sind. Diese geben Aufschluss über die Dynamik des Windes auf der Marsoberfläche; die Dichte der Marsatmosphäre beträgt nur etwa 0,75 Prozent der Dichte der Atmosphäre auf der Erde in Meereshöhe. Ähnliche Strukturen wurden durch Mars Express bereits mehrfach nachgewiesen, beispielsweise im Bereich des Olympus Mons und, neben Tafelbergen, in Aeolis Mensae.
Als der Komet C/2013 A1 (Siding Spring) am 19. Oktober 2014 in dem ungewöhnlich geringen Abstand von nur etwa 140.100 km am Mars vorbeiflog, konnte mit dem MARSIS-Experiment einige Stunden danach eine deutliche Zunahme der Ionisation in der Ionosphäre festgestellt werden.
Im Juli 2018 wurde bekannt gegeben, dass in der Nähe des Südpols flüssiges Wasser unter der Oberfläche gefunden wurde.